# Взлётка

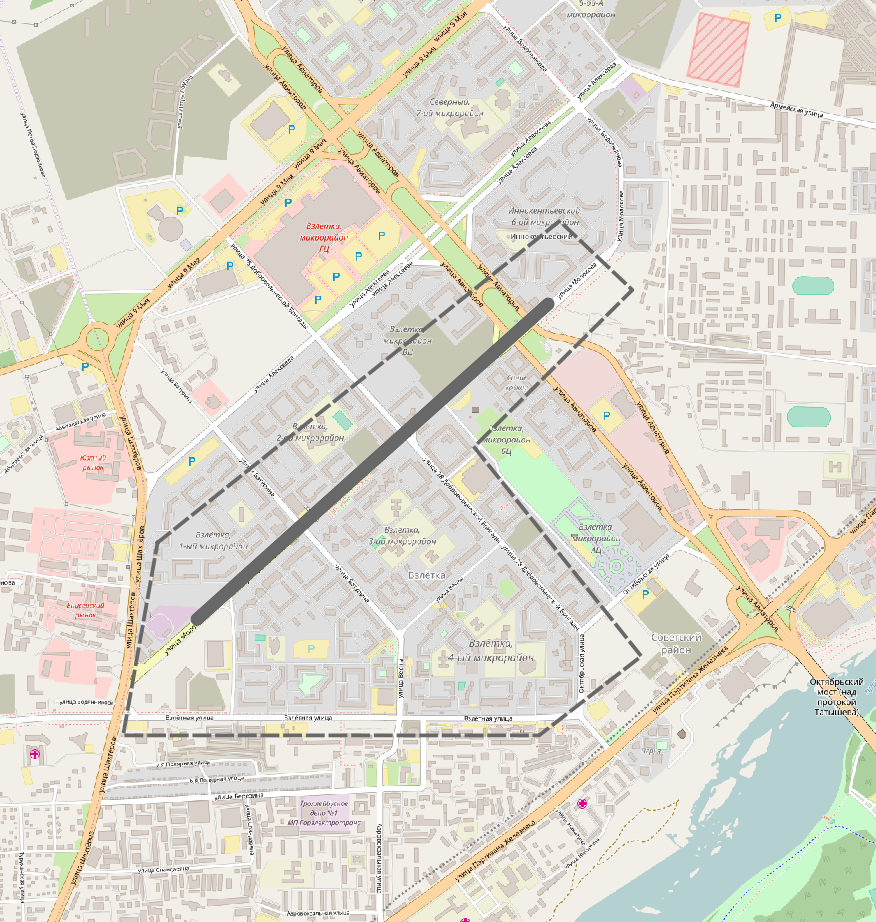
Бывшая территория аэродрома

Взлётка (правильное наименование «Аэропорт») — городской жилмассив, возникший на месте части аэродрома аэропорта Красноярск. Слово «Взлётка» — прижившийся у основной части жителей города вульгаризм, диминутив от словосочетания «взлётная полоса» — места строительства района.
Состоит из нескольких микрорайонов. Строительство массива началось в конце 1980-х годов. В советское время было запланировано строительство здания Крайкома КПСС и планетария (ныне снесены), но так и не было завершено.
На месте бывшего главного здания аэропорта теперь расположен междугородный Красноярский автовокзал.
Жилмассив выгодно расположен с точки зрения географического положения: 10-20 минут езды на автомобиле до центра, столько же до правого берега (рядом находится Октябрьский мост).

## Инфраструктура

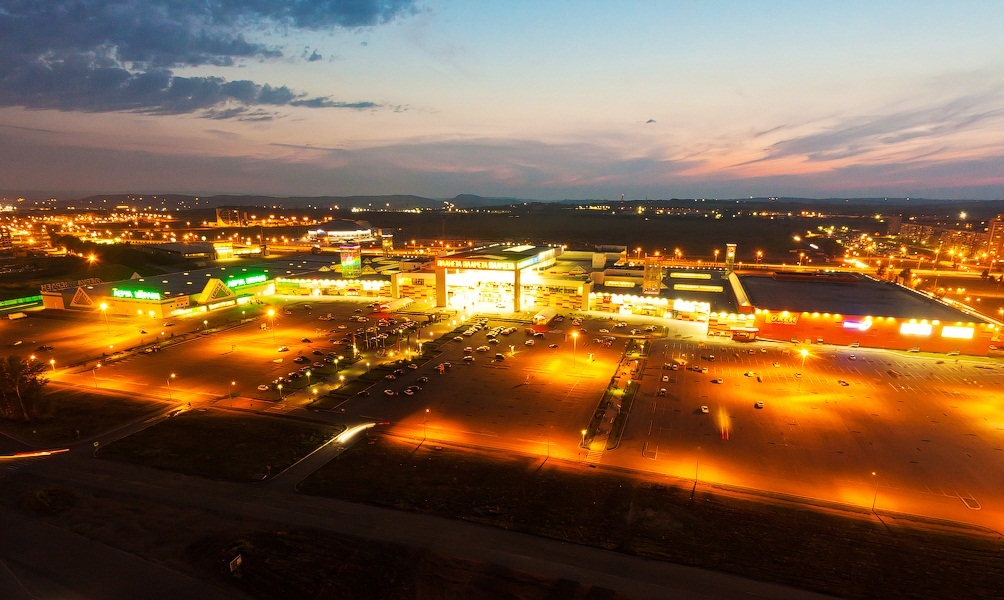
ТРЦ «Планета»

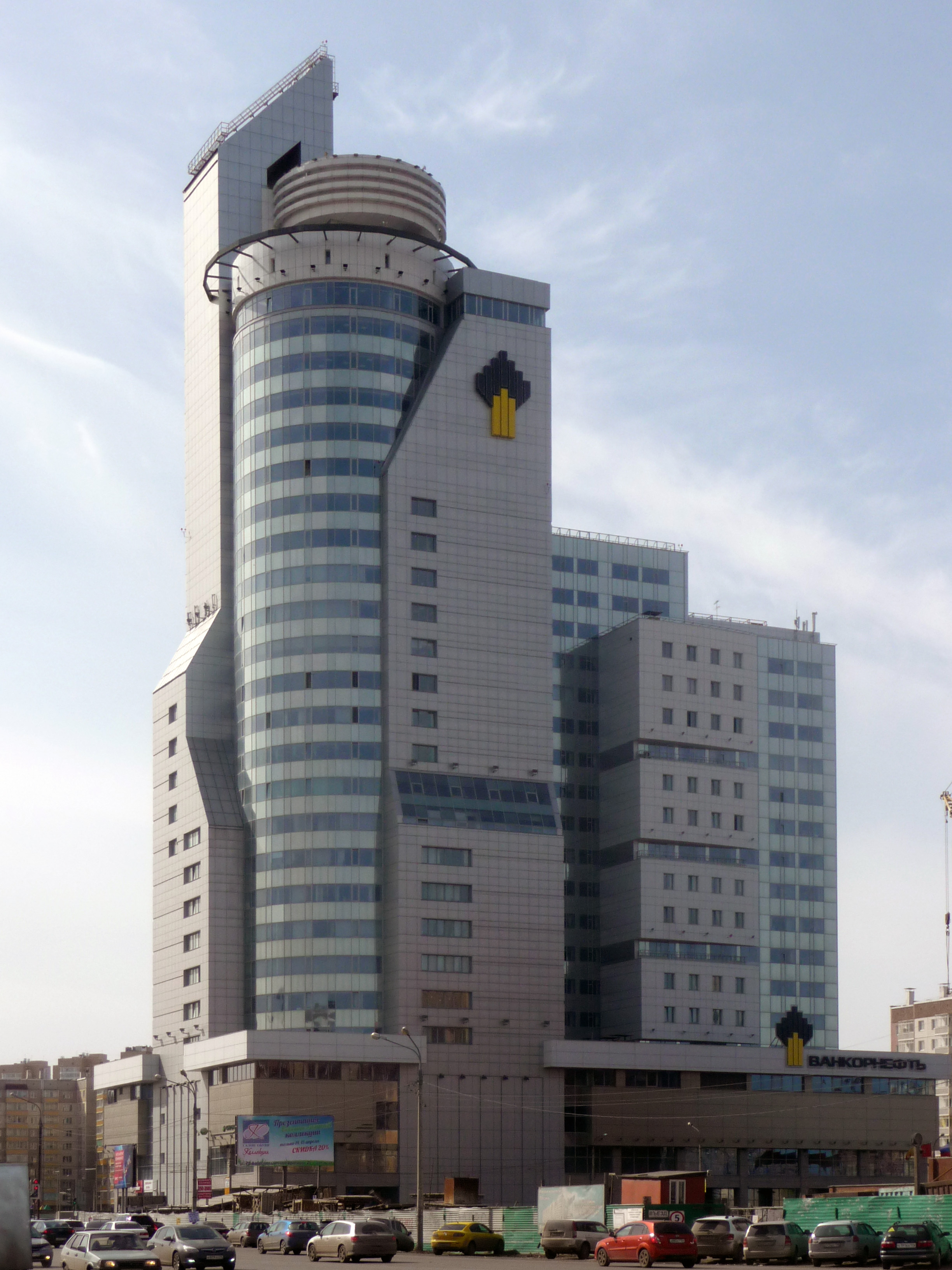
"Первая башня"

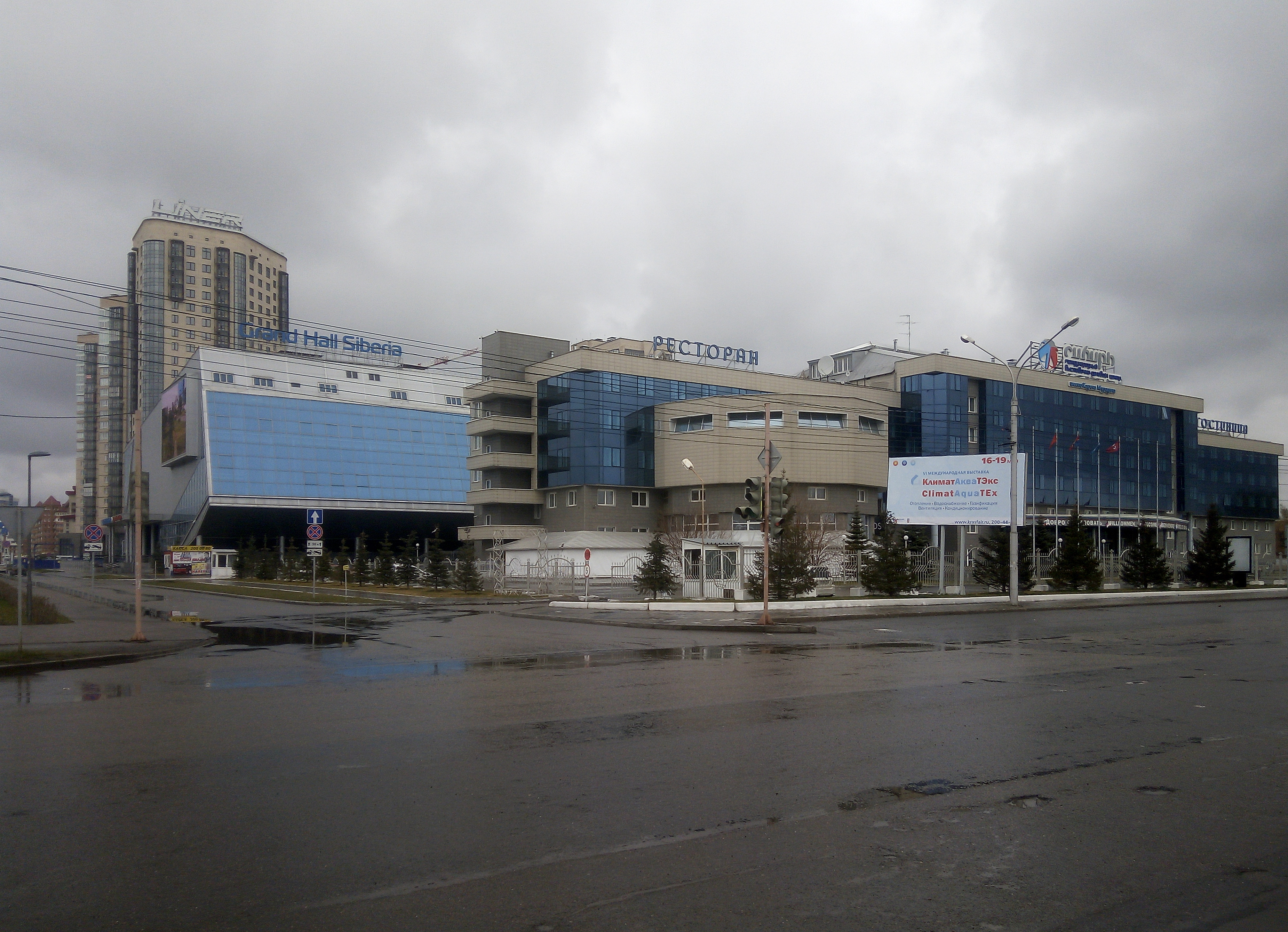
Международный выставочно-деловой центр "Сибирь"

В части, называемой «Новая Взлётка», расположен один из крупных городских рынков. В жилмассиве находится центральные офисы сотовых компаний «Билайн», «МТС», «Мегафон». Рядом со школой 145 расположен корпус № 5 Красноярского государственного педагогического университета, где находятся Институт социально-гуманитарных технологий (ИСГТ) и Исторический факультет.
На территории района построено несколько огромных торговых и деловых центров, таких как ТРЦ «Планета», выставочно-деловой центр «Сибирь», мебельный центр «Командор», 30-этажное здание делового центра «Первая башня», ТЦ «Оптима», а также ТК «Взлётка-Plaza» и бизнес-центр «Весна». В здании обанкротившегося гипермаркета «Алпи» разместился ТЦ «Сибирский городок».
В жилмассиве находятся супермаркеты: «Командор», «Красный Яр», несколько строймаркетов. Несложно найти хорошие спортивные залы, рестораны и кафе. В здании жилого комплекса «Кода», среди многочисленных офисов, расположенных на первых этажах, существует клиника пластической хирургии.
В 2013 году завершено строительство шестнадцатиэтажного трёхзвездочного отеля мирового класса «Hilton». Также на Взлётке располагаются отели сети апарт-отелей «Krasstalker».

## Озеленение

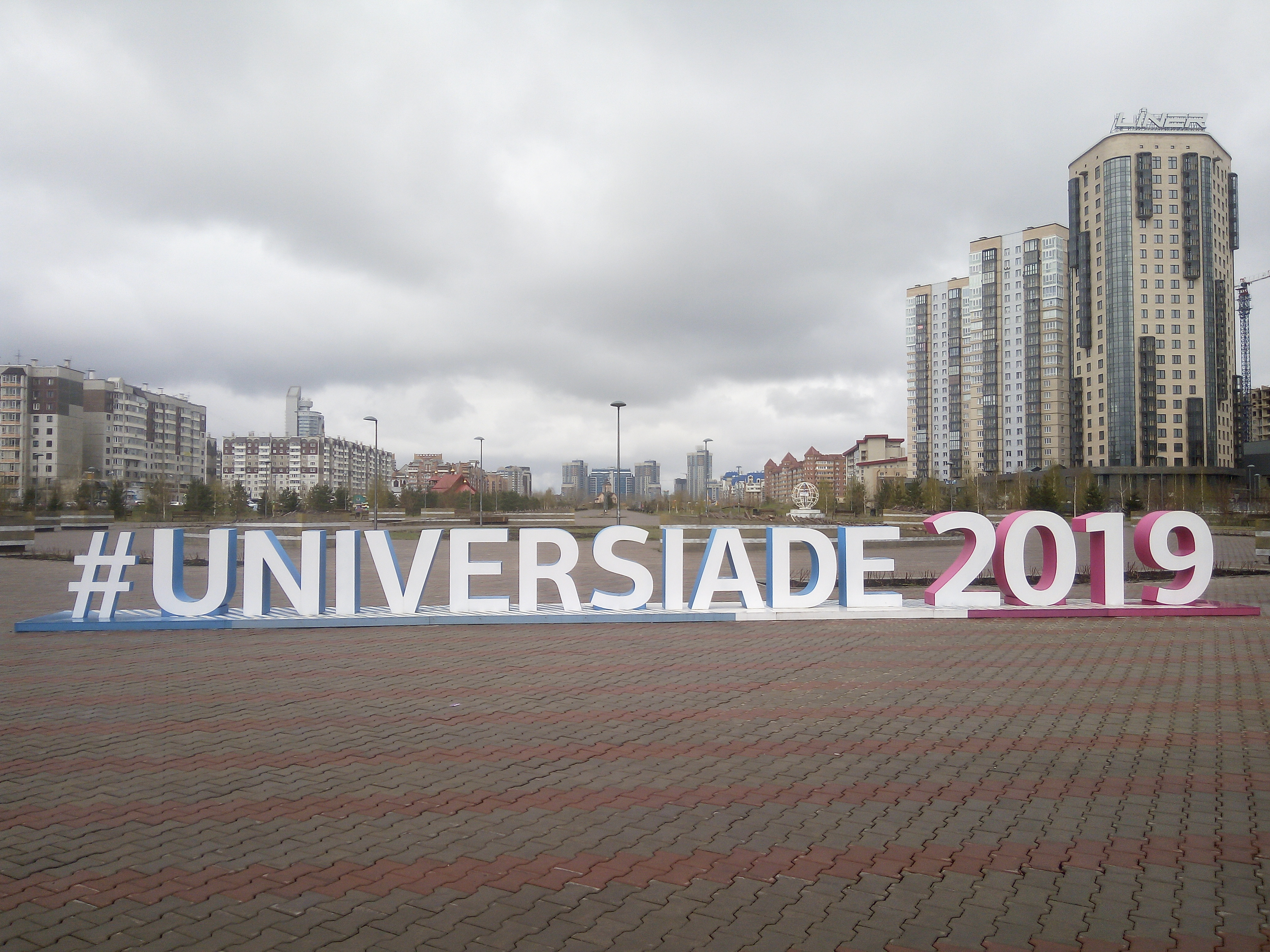
Парк имени 400-летия Красноярска

В районе взлётки разбито несколько скверов: сквер «Наша десятка», сквер «Строителей».
В рамках городской программы по озеленению Красноярска «Миллионному городу — миллион деревьев» мэр города Эдхам Акбулатов заявил о том, что в районе МВДЦ «Сибирь» будет построен новый большой парк «400-летия Красноярска», идея о создании которого возникла ещё в 2008 году.

## Школы и детские сады
В жилмассиве Аэропорт расположены три школы — № 145, 149, 150, семь детских садов — № 9, 11, 43, 46, 76, 140, 333 и частные детсады: «Лазурный», «Маленькие звездочки», «Сибирята», «Тотошка».

## Цены
В среднем цены на жилье колеблются от 54 271 до 70 000 руб. за м² (новостройки и вторичный рынок соответственно).

## Недостатки
Один из главных недостатков жилмассива, помимо его расположения в новой, только обустраиваемой, продуваемой всеми ветрами части города, что подчас не нравится коренным красноярцам, — отсутствие деревьев, скученность, панельные десятиэтажки, узкие улицы, перенаселённость — обычные признаки типичного окраинного спального района, застроенного в 80—90-е годы XX века. Местоположение жилмассива в части сейсмоустойчивости также признано не самым удачным.